# Edward Zwick
Edward M. Zwick (Chicago, 8 de Outubro de 1952) é um realizador, produtor e roteirista norte-americano.

## Filmografia
- 2014 - Pawn Sacrifice
- 2010 - Love and Other Drugs
- 2008 - Defiance (Ato de Liberdade)
- 2006 - Blood Diamond
- 2005 - 1/4life (TV)
- 2003 - The Last Samurai
- 1998 - The Siege
- 1996 - Courage Under Fire
- 1994 - Legends of the Fall
- 1992 - Leaving Normal
- 1989 - Glory
- 1986 - About Last Night...
- 1983 - Special Bulletin (TV)
- 1982 - Having It All (TV)
- 1982 - Paper Dolls (TV)

## Prémios e nomeações
- Recebeu duas nomeações ao Globo de Ouro de Melhor Realizador, por "Glory" (1989) e "Legends of the fall" (1994).